# Непуцајући плод
Непуцајући плод је назив за групу појединачних плодова који опадају затворени (па се тако још и називају). Могу настати од једног или више оплодних листића.
Ова група се дели на суве и сочне плодове.

## Примери
Непуцајуће плодове имају: неки љутићи, павит, граб, буква, храст, као и неке друге биљке.